# ビブリス
ビブリス (ドイツ語: Biblis) は、ドイツ連邦共和国ヘッセン州ベルクシュトラーセ郡に属す自治体（町村、以下本項では便宜上「町」と記述する）。

## 地理

### 位置
この町は、オーデンヴァルトの西のオーバーライン地溝帯内に位置する。北のダルムシュタット、南のマンハイムの中間、すなわちビュールシュタットのすぐ北にあたる。ビブリスはヴェシュニッツ川下流北岸にあり、この川は町の中心部から北西わずか数kmの場所でライン川に合流する。

### 隣接する市町村
ビブリスは、北にグロース＝ロールハイムとゲルンスハイム、東にアイゼンハウゼン、南にビュールシュタットとラムペルトハイム、西に郡独立市のヴォルムス（ラインラント＝プファルツ州）と境を接している。

### 自治体の構成
ビブリスは、ビブリス、ノルトハイム、ヴァッテンハイムの3つの地区からなる。

## 歴史
ビブリスは、836年にロルシュ修道院の文書に「Bibifloz」（水辺の定住地）として初めて記録されている。ルートヴィヒドイツ人王の時代に、ビブリス、ヴァッテンハイム、ツレシュタインにあった所領を忠実な家臣であったヴェルンハーに与えたが、846年にロルシュ修道院の所領となった。この地方は1461年から1623年まで宮中伯に質入れされ、宗教改革でプロテスタント化されたが、返還後に再びカトリックに改宗した。三十年戦争の間にこの村は何度も蹂躙され、住民はペストで命を落とした。その後、1803年の世俗化で後のヘッセン大公の領土とされ、ラインヘッセンのヴォルムス郡に編入された。1945年にラインラント＝プファルツ州となったヴォルムスから分離されベルクシュトラーセ郡に編入された。ビブリス、ヴァッテンハイム、ノルトハイムは1970年に合併し、新たに拡大した自治体ビブリスとなった。

### 人口推移
| 年   | ビブリス地区 | ノルトハイム地区 | ヴァッテンハイム地区 | 合計  |
| ---- | ------------ | ---------------- | -------------------- | ----- |
| 1600 | 500          |                  |                      |       |
| 1806 | 1,355        | 762              | 283                  | 2,400 |
| 1961 | 5,335        | 1,165            | 550                  | 7,050 |
| 1970 | 5,605        | 1,316            | 716                  | 7,637 |
| 1980 | 5,888        | 1,450            | 930                  | 8,268 |
| 1996 | 6,287        | 1,716            | 1,069                | 9,072 |
| 2002 | 6,350        | 1,755            | 1,146                | 9,251 |
| 2009 | 6,309        | 1,892            | 1,147                | 9,347 |
| 2012 | 6,273        | 1,824            | 1,132                | 9.229 |

## 行政

### 首長
ヘッセン州では1993年から直接選挙で領領が選ばれるようになった。
無所属のフォルカー・シャイプが2020年4月1日からビブリスの町長を務めている。2019年10月27日の選挙では、彼には3人の対立候補がいた。そのうちの1人は当時現職であった、無所属でCDU推薦のフェリックス・クージカであったが、彼はわずか約 30 % の票しか獲得できなかった。

### 町議会
ビブリスの議会は23人の議員からなる。

### 紋章
この町の紋章は1950年に制定されたもので、青地で上部に銀の犂、下部に銀のスイレンを描いたものである。ビブリスの古い紋章はビブリスの祖先達の湿地との粘り強い戦いを描いたものであった。そこに描かれていたのは、葦に覆われた土地を耕作できる土地にするための単純な道具であった。現在の紋章のスイレンは湿地を象徴し、犂は土地の開墾を象徴する。彩色は、ビブリスが1461年から1623年までその支配下にあったヴィッテルスバッハ家の紋章の色である。

## 宗教

### カトリックの聖バルトロマイ教会

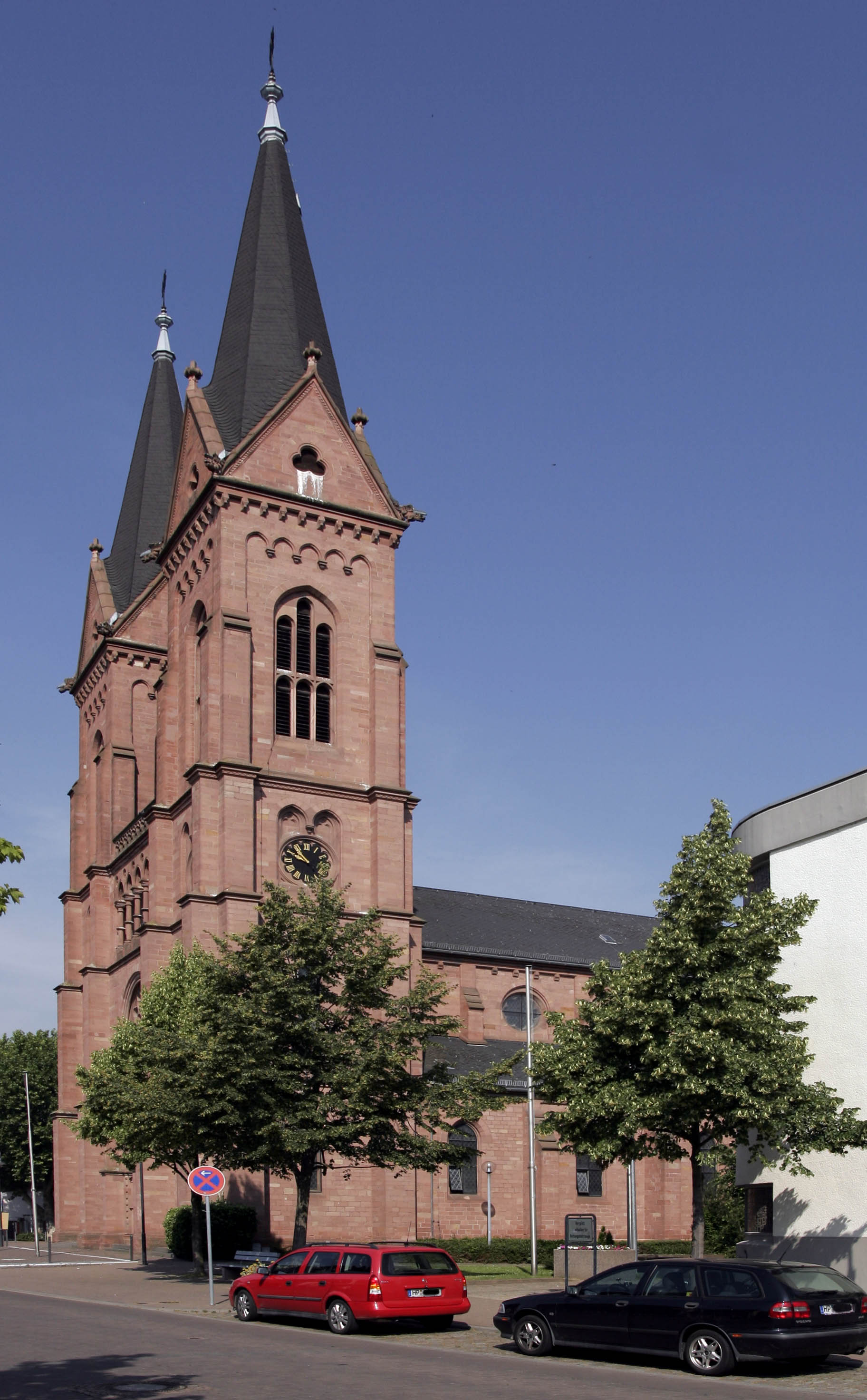
ビブリスの教会

聖バルトロマイ教会は1865年に創建された。その前身となった教会は急速な人口増加で手狭になった。現在の教会の設計は、当時のヘッセン大公のクライスバウマイスターであるクリスティアン・ホルストが行った。彼はこの教会を、マールブルク・アン・デア・ラーンのエリーザベト教会をモデルにした初期ゴシック様式の内陣と翼廊をもつ3つの部分からなる列柱バジリカ教会として構想した。.
ビブリス・カトリック教会は、ビブリス司祭グループに属している。このグループは以下の教会区からなる。
- 聖バルトロマイ・ビブリス教会
- 聖クリストファー・ヴァッテンハイム教会
- 聖テレージア・グロース＝ロールハイム教会
- 聖アントニウス・ノルトハイム教会

### ユダヤ教組織
ビブリスには18世紀から1938年までユダヤ人組織があった。19世紀中頃には200人の住民（全住民の8%）がこのユダヤ人組織に属していた。ラビのザロモン・ボーデンハイマー（1813年 - 1886年）の指導下でタルムート＝トーラ＝シューレやその他の施設が開設され、周辺地域で重きをなした。町のシナゴーグは1832年に建設されたが、1938年11月の排斥運動で突撃隊に襲撃され、内部は完全に破壊された。その後、別の目的に利用されたが1981年に焼失した。以前に建物があった場所には記念碑が建てられている。少なくとも13人のビブリスに住むユダヤ人が絶滅収容所に送られ、殺害された。

## 経済と社会資本

### 交通
ビブリスは、連邦道B44号線および州道L3261号線沿いに位置する。アウトバーンへはそれぞれ約10kmのロルシュ、ヘッペンハイム、ゲルンスハイムから接続する。ビブリスには、マンハイム（30分ごと）、フランクフルト・アム・マイン（1時間ごと）、ヴォルムス（1時間ごと）に直接接続する鉄道駅がある。

### 教育

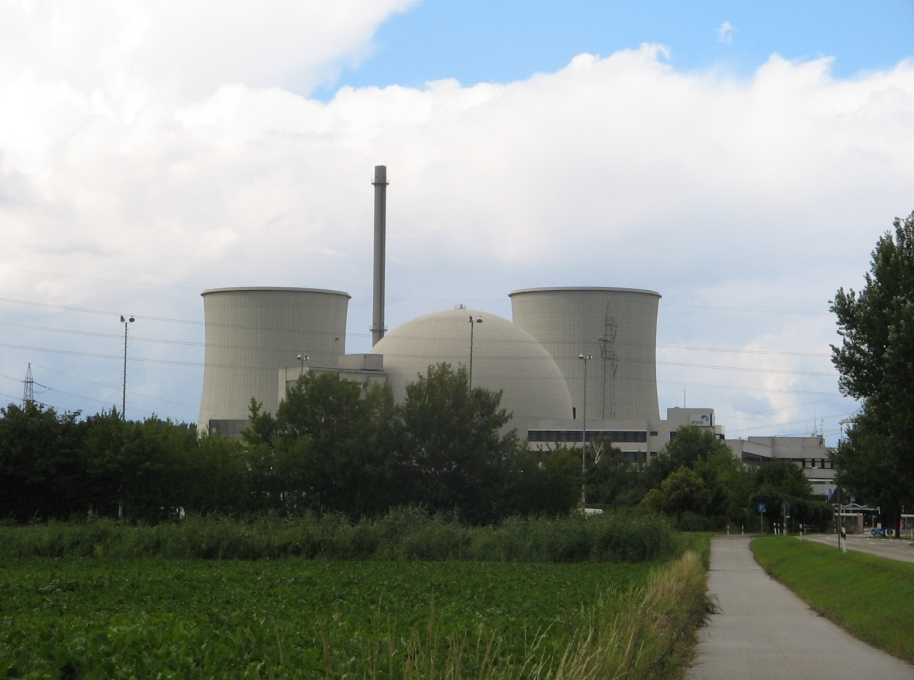
ビブリス原子力発電所

ビブリスには基礎課程兼本課程学校が1校ある。

### 原子力発電所
ビブリスには2器の原子炉（1974年稼働のビブリスA、1976年稼働のビブリスB）を持つ原子力発電所がある。

### その他の施設
ビブリスの近くにはアメリカ軍の外国向け放送ラジオ・フリー・ヨーロッパの短波送信所がある。

## 人物
- ウーヴェ・オクゼンクネヒト （1956年 - ） 俳優

## 引用
1. ↑  Hessisches Statistisches Landesamt: Bevölkerung in Hessen am 31.12.2023 (Landkreise, kreisfreie Städte und Gemeinden, Einwohnerzahlen auf Grundlage des Zensus 2011)]
2. ↑   “Biblis im Spiegel der Zahlen”. 2014年7月14日時点のin Biblis/Biblis und Ortsteile/Biblis in Zahlen/ オリジナルよりアーカイブ。2021年6月28日閲覧。
3. ↑  “Direktwahlen in Biblis”.   Hessisches Statistisches Landesamt. 2021年6月28日閲覧。
4. ↑  “Bürgermeisterwahl in Biblis am 27.10.2019”. 2021年6月28日閲覧。
5. ↑  聖バルトロマイ・ビブリス教区教会